# Brata Grimm
Brata Grimm, Jacob Ludwig Karl (* 4. januar 1785, Hanau, † 20. september 1863, Berlin) in Wilhelm Karl Grimm (* 24. februar 1786, Hanau, † 16. december 1859, Berlin) sta znana kot jezikoslovca in zbiratelja pravljic (Grimmove pravljice). Skupaj z Karlom Lachmannom in Georgom Friedrichom Beneckom veljata za utemeljitelja nemške filologije oz. germanistike. 

## Poreklo
Družina Grimm izhaja iz Hanaua. Pradedek, Friedrich Grimm starejši (1672-1748) in dedek, Friedrich Grimm mlajši (1707-1777) sta bila duhovnika reformirane veroizpovedi (kalvinizem). Starša, Dorothea in Philipp Wilhelm Grimm sta v svojem zakonu imela devet otrok, od katerih so trije umrli kot dojenčki. Poleg Jacoba in Wilhelma je najmlajši brat Ludwig Emil postal pomemben slikar. Rojstna hiša bratov Grimm je stala na starem paradnem trgu (Paradeplatz) v Hanauu. Svojo mladost sta preživela v Steinauu an der Strasse, kjer je bil oče zaposlen kot uradnik.

## Čas študija
Da bi mati svojima najstarejšima sinovoma omogočila primerno izobrazbo in morebitno kariero kot pravnikoma, ju je jeseni leta 1798 poslala v Kassel k svoji teti. Jacob je obiskoval Philipps-Univerzo v Marburgu, kjer je študiral pravo, njegov brat pa mu je sledil leto za tem. Friedrich Carl von Savigny, eden izmed njunih učiteljev, je vedoželjnima študentoma odprl svojo privatno knjižnico. Brata sta poznala že dela Goetheja in Schillerja, seznanil pa ju je z deli romantike in ljubezenskega pesništva. Tudi Johann Gottfried Herder je s svojim pogledom na književnost ljudstva imel bistven vpliv na Jacoba in Wilhelma. Vendar se nista razvila v romantika, ki bi se navduševala nad gotskim srednjim vekom, ampak v realista, ki sta v daljni preteklosti videla korenine za sodobno stanje. Zato sta raziskala duhovni razvoj nemške literature (pripovedke, listine, prav tako kot književnost) in pri tem postavila temelje za znanstveno obravnavo tega področja. Čisto v smislu Herderja se nista osredotočila le na nemške listine. Angleški, škotski in irski viri so bili že moderni, brata pa sta svoje delovno področje razširila še na Skandinavijo, Finsko, Nizozemsko, Španijo in Srbijo.

## Zgodnja dela v Kasslu
V čas varčnega in odmaknjenega življenja po diplomi (1806) datirajo začetek zbirk pravljic in pripovedk, ki so nam danes znane kot eno izmed glavnih del bratov Grimm. Njune pravljice so bile zbrane na pobudo Achima von Arnima in Clemensa Brentana. Zbirka pravljic ni nastala iz njune fantazije, temveč je bila zbrana in sestavljena in več ali manj predelana, glajena in preoblikovana v izražanju ter izpovedovanju, na podlagi ustnega izročila starih zgodb. Eden izmed njunih najpomembnejših virov je bila Dorothea Viehmann pripadnica hugenotske družine, ki jima je pripovedovala pravljice. Trajna zasluga Wilhelma Grimma je obdelava in nadaljnja zagotovljena širitev ter kritična raziskava virov ter razvoja ljudskih pravljic. Wilhelm je vedo o pravljicah utemeljil kot znanost.
Po smrti matere je moral Jacob Grimm kot najstarejši otrok skrbeti za vzdrževanje družine. Od leta 1807 sta Jacob in Wilhelm v strokovnih revijah objavljala eseje o ljubezenskem pesništvu. Po Wilhelmovem zdraviliškem zdravljenju v kraju Halle, sta bila brata spet skupaj v Kasslu in leta 1811 objavila svoja prva samostojna dela: Jacob »O staronemškem mojstrskem pesništvu« (Über den Altdeutschen Meistersang) in Wilhelm »Starodanske junaške pesmi, balade in pravljice« (Altdänische Heldenlieder, Balladen und Märchen). Leta 1812 je sledila prva skupna knjiga bratov (izdaja staronemške pesnitve »Hildebrandlied« in »Wessobrunner Gebet«) in za božič prvi zvezek »Grimmovih pravljic« (Kinder und Hausmärchen). V tem času sta se brata poskušala tudi v nemški izdaji »Edda« kot tudi »Lisica zvitorepka« (Reineke Fuchs). Od dela »Edda« je izšel leta 1815 le en zvezek, ki ni dobil nadaljevanja, ker so brata na tem področju drugi raziskovalci prehiteli. Delo »Lisica zvitorepka« je Jacob izdal šele leta 1834 v več srednjeveških verzijah, te pa z obsežnim uvodom o bistvu živalskega epa. Od 1813 do 1816 sta brata izdala tri zvezke revije »Staronemški gozdovi« (Altdeutsche Wälder), njena vsebina je bila staronemška literatura.
Leta 1815 je Jacob, poleg knjige o mitološki interpretaciji božjih podob in stebrov (»Irmenstraße und Irmensäule«), izdal še »Silva de romances viejos«, kritičen izbor staro španskih romanc.
Leta 1815 sta brata predložila drugi zvezek »Grimmovih pravljic«, v letu 1819 sta prvi zvezek predelala in na novo izdala. Dodala sta nove pravljice, približno četrtino zgodb sta črtala in skoraj polovico preostalih zgodb predelala, večinoma zato, da sta odstranila spotakljivo erotično vsebino. Opombe k pravljicam sta izdala kot tretji zvezek leta 1822. Leta 1825 je sledila mala izdaja Grimmovih pravljic v enem zvezku, ki je odločilno prispevala k popularnosti snovi. Za to izdajo jima je uspelo kot ilustratorja pridobiti svojega brata Ludwiga Emila. V letu 1823 je izšla ilustrirana izdaja Grimmovih pravljic v angleščini. Še za časa njunega življenja je izšlo sedem naklad velike nemške izdaje pravljic in deset naklad male.
V letih 1816 in 1818 sta izšla oba zvezka zbirke o pripovedkah »Nemške pripovedke« (Deutsche Sagen), ki pa ni imela tako velikega uspeha kot njuna zbirka pravljic. Brata sta še naprej v isti meri zbirala pravljice in pripovedke. Meji med zvrstema je težko slediti in tudi brata je nista dosledno izpeljala. Poskus definicije se sklicuje na primer na to ali so pripovedkam pripovedovalci in poslušalci verjeli, pravljicam pa ne ali pa, da so pripovedke vezane na konkretna zgodovinska dejstva, medtem ko pravljice niso časovno in lokalno določene. Zvrsti sta pripovedni obliki iz ustnega izročila, pri čemer sta ju brata Grimm za svoji zbirki dobila večinoma samo skozi pisne vmesne stopnje. Zbirka pripovedk v času njunega življenja ni doživela ponovne naklade.
Nadaljnji izstopajoč dosežek Wilhelma je »Nemška junaška pripovedka« (Die deutsche Heldensage), spis, ki ne predstavlja le zbirke pripovedk od 6. do 16. stoletja, temveč vsebuje tudi pomembne spise o snovi, njeni zgodovini in umetniški obdelavi. Med potekom dela na pripovedkah in ljudskih pravljicah sta brata razvila indogermansko hipotezo.
Pri tridesetih sta si brata Jacob in Wilhelm Grimm skozi svoje številne publikacije že pridelala viden položaj. Skupaj sta do leta 1814 živela v Kasslu samo od Jacobove plače in podedovanega družinskega premoženja. Poleg Jacobovega uradnega delovanja kot bibliotekar in Wilhelmovega kot sekretar biblioteke, sta lahko na licu mesta pospeševala svoje raziskave. leta 1819 ju je Univerza v Marburgu nagradila z nazivom častni doktor.
Brez mecenov in drugih podpornikov brata Grimm ne bi mogla publicirati v takih razsežnostih. V zgodnjih letih ju je podpirala volilna kneginja Wilhelmina Karolina von Hessen. Po njeni smrti leta 1820 oziroma po smrti kneza 1821, sta morala brata izprazniti stanovanje v Kasslu na Wilhelmshöherški ulici in se skupaj s sestro Lotte vseliti v slabše stanovanje. Lotte, ki je vodila gospodinjstvo, se je kmalu nato poročila z družinskim prijateljem pravnikom in kasnejšim kurhessenskim ministrom Ludwigom Hassenpflugom (* 1794; † 1862). Brata je zapustila. Od takrat naprej sta večkrat zamenjala stanovanje in več let vodila samsko gospodinjstvo.

## Nemška slovnica
V ustvarjalnem času v Kasslu je Jacob Grimm začel pisati »Nemško slovnico« (Deutsche Grammatik). Naslov je zavajajoč, saj ne obravnava shematskega opisa zgradbe sodobnega jezika. Jacob je nasprotno hotel pričarati vanj zgodovino razvoja z vsemi veselimi tokovi. Obsežno delo se navezuje na vse germanske jezike, njihovo povezanost in njihov zgodovinski razvoj. Prvi zvezek se je ukvarjal s sklanjatvijo, drugi z besedotvorjem. Jacob ni izdelal kompletnega rokopisa, temveč je dal polo za polo tiskati takoj, ko je imel potrebno količino teksta. Tisk prvega zvezka je ustrezal trajanju 14 mesecev, od januarja 1818 do poletja 1819, časovnemu obdobju, v katerem je Jacob Grimm delal na svojem delu. Do leta 1822 je celotni prvi zvezek ponovno predelal tako, da je njegova vsebina postala artikulacija. Tako kot prej je pisal in tiskal polo za polo in nadaljeval po tem principu do leta 1826 s šele takrat uradnim drugim delom »Nemške slovnice«.
V tem revolucionarnem delu je Jacob kot prvi sledil razvoju indoevropskih jezikov in zakonom menjave glasov pri samoglasnikih in soglasnikih. S tem je položil temeljni kamen za moderno etimologijo, raziskovanje spremembe pomena v različnih (sorodnih) jezikih. Jacob je sam v ta namen napisal: 
 
„Znanstvena raziskava besed ni napredovala niti pri Grkih in Rimljanih kaj šele v našem srednjem veku…takšno nemočno in nelagodno blodenju po valovitem morju besed je bilo končno usmerjeno s prednostjo do sedaj še ne raziskovanega sanskrt jezika tako kot približanje nemških, slovanskih, litovskih in preostalih evropskih idiomov v znanstveni krog raziskav.“
Jacobu je bilo jasno, da zagovorniki klasične filologije (latinščina, grščina in hebrejščina) nimajo zanimanja, da bi dodatne jezike podrobno raziskali, saj so jih imeli za barbarske.
Jacob Grimm pa je vendarle imel predhodnike: 1787 je William Jones v Bengaliji, na osnovi zgradbe in korena besede sanskrt, primerjal s staro perzijščino, grščino, latinščino, gotico in keltskim jezikom, vendar še ne sistematično. Mladi Danec Rasmus Christian Rask je na zahtevo Wilhelma von Humboldta prav to vzel v napad. Jacob Grimm je poznal njegov spis in je začel besedotvorje in razvoj glasov pri stari skandinavščini primerjati s tistim v slovanskem jeziku oziroma v grščini. V »Nemški slovnici« so primerjalno obravnavana najprej najzgodnejša, nato starejša in končno najmlajša stopnja razvoja opazovanih jezikov. V drugi nakladi je pojasnil spoznanje, da Raskova odkrita glasovna analogija ni osamljen pojav, temveč da sledi zakonitosti. To pravilo so anglosaški raziskovalci poimenovali Grimmov zakon (Grimm’s law) in tako se imenuje še danes. Jacob je spoznal tudi da ni bila samo ena, temveč dve fazi premikov.

## Nadaljnje delovanje v Kasslu
V letu 1814 je Jacob prevedel srbsko slovnico svojega prijatelja Vuka Stefanovića Karadžića in jo opremil z uvodom v slovanske jezike in njeno literaturo. Wilhelm je medtem izdal več knjig o runah, po njegovem mnenju njegovo najpomembnejša knjiga »Nemška junaška pripovedka« (Die deutsche Häldensage) pa je izšla 1829. Prav tako revolucionarno delo je bila Jacobova študija »Nemške pravne starine« (Deutsche Rechtsaltertümer, 1828), kjer se ni ukvarjal s predpisi, temveč s srednjeveško pravno prakso in pravnim nazorom. Študija je bila povod za ustrezne raziskave v nizu drugih držav.
Šele ko se je Wilhelm maja 1825 poročil z Dorotheo Wild, so se življenjske okoliščine bratov izboljšale, da sta lahko še naprej skupaj živela. Wilhelm in »Dortchen« so se kmalu rodili otroci (1828 Herman Grimm), brata Grimm pa sta še vedno pogosto potovala.

## Göttingen
Tudi po selitvi iz Kassla v Göttingen sta brata živela v skupnem gospodinjstvu. Jacob je bil od leta 1830 profesor, Wilhelm bibliotekar in po letu 1835 prav tako profesor. Jacob je do leta 1837 objavil nadaljnja dva zvezka »Nemške slovnice«. Leta 1834 mu je uspelo dokončati »Lisico zvitorepko« (Reinhart (Reineke) Fuchs), ki jo je začel pisati leta 1811, leta 1835 pa delo »Nemška mitologija« (Deutsche Mythologie). V tem delu je Jacob raziskoval predkrščanske predstave o veri in praznoverju in ju postavil nasproti klasični mitologiji in krščanskim legendam. Tudi to delo je imelo ogromen vpliv, tokrat na raziskovanje mitov. Delo za tretjo naklado Grimmovih pravljic je Wilhelm opravil skoraj sam. Leta 1838 sta Jacob in Wilhelm Grimm začela svoje skupno delo na nemškem slovarju.
Tako kot nekoč se je Jacob v tem času posvetil imenoslovju: pisal je o germanskih boginjah Tanfani in Freii, o traški boginji Benedis in njenih imenih, o hessenskih krajevnih imenih, o imenu dežele Westfalen in raziskoval zakonitosti pri tvorjenju lastnih imen. Pokazal je, da so v imenih ohranjene zgodnje besedne oblike, ki so se v pogovornem jeziku izgubile.
Politično sta brata Grimm delovala za združitev takratnih nemških državic, tako indirektno, skozi raziskovanje nemške kulturne zgodovine, kot tudi skozi politično dejavnost, od politične publicistike do delovanja Jacoba Grimma kot poslanca frankfurtske skupščine 1848. Jacob in Wilhelm sta v Nemčiji pomagala pri formulaciji človekovih pravic. Zaradi polemičnega spisa proti kralju Hannovra, kralju Ernstu Augustu I. zaradi kršenja ustave, sta bila skupaj s petimi drugimi profesorji odpuščena, Jacob je bil celo izgnan iz dežele. Nadregionalen komite meščanov iz centra Leipziga je odpuščenim profesorjem iz prostovoljnih prispevkov financiral plače. Medtem, ko sta bila brata Grimm brezposelna, sta jima leipziški založnik Karl Reimer in Salomon Hirzel predlagala izdajo Nemškega slovarja (das Deutsche Worterbuch), ki sicer ne bi nastal. Slovar sta sama dodelala do črke D (Wilhelm) oziroma F (Jacob). Slovar sta zasnovala kot zbirko vseh besed iz časa od Lutra do Goetheja, ki je bil manj pravilnik in več prirodoslovje besed. V središču posameznih besednih členov je stala zgodovina pomena posamezne besede. Izhajala sta iz historičnega načina uporabe citiranih mest iz več stotih literarnih del in tudi iz strokovnih jezikov ter iz vsakdanje uporabe. Pri zbiranju dokazil so bratoma stali ob strani številni pomočniki, ki so bili večinoma iz kroga njunih prijateljev in znanstvenih kolegov pa tudi drugih. Zbirka dokazil je bila, prav tako kot dodelava slovarja, plačana od založbe. Za veliki projekt slovarja sta brata morala lastne načrte in tekoča dela odložiti, kar je postal glavni problem zadnjih desetletij njunega življenja.

## Čas v Berlinu
Tri leta sta brata Grimm živela v izgnanstvu v Kasslu brez zaposlitve. Četudi so se različne ustanove v notranjosti države in v tujini za njiju trudile, ju je novi pruski kralj Friedrich Wilhelm IV., neposredno po prevzemu svoje dolžnosti, pripeljal v Berlin. 
Okroglih 20 let sta brata živela v Berlinu, poslej brez finančne negotovosti. V akademskih razpravah (kasneje zbrane v izdaji »Mali spisi« - Kleineren Schriften), ki sta jih v tem razdobju napisala, je možno najti veliko branja vrednega o njunih raziskavah, njunih interesih in o njunem političnem prepričanju. Tudi delo »Zgodovina nemškega jezika« (Geschichte der deutschen Sprache) je nastalo v tem času – prvi poskus zgodovino jezika povezati s socialno zgodovino.
Wilhelm je umrl leta 1859, njegov brat Jacob leta 1863. Veliko ustanov v celi Evropi je bilo lahko ponosnih, da so ju lahko šteli k svojim (častnim) članom. Tudi v smrti sta skupaj: počivata na pokopališču Alter St.-Matthäus-Kirchhof v Berlinu (Schöneberg).

Georg Curtius je leta 1871 zapisal o Jacobu Grimmu, da je njegovo silovito ustvarjanje nujno potrebovalo kritično miselnost: 
„… srečno se je primerilo, da je Wilhelm Grimm, manj drzen in obširen, ampak na določenih področjih jasen in skrben stal drznemu Jacobu ob strani..“

## Potomci
Potomce najdemo med drugim v Donauwörthu, tudi tukaj dva brata in v Haldenslebena pri Magdeburgu. Tukaj razstavljajo tudi del zapuščine bratov Grimm v mestnem muzeju.

## Zanimivosti
- 1896 so v Hanauu postavili narodni spomenik bratov Grimm.
- Dobrodelna znamka nemške zvezne pošte od leta 1959 do 1967 spominja s pravljico bratov Grimm na Jacoba in Wilhelma Grimma.
- V spomin na brata Grimm so ustanovili Nagrado Jakob in Wilhelm Grimm nemške akademske službe za izmenjavo (DAAD).
- Leta 1991 sta bila brata Grimm upodobljena na bankovcu za tisoč nemških mark.
- Z zbirko, dokumentacijo in z znanstvenimi raziskavami njunega življenja, del in delovanja bratov Jacoba in Wilhelma Grimma se med drugim ukvarja Muzej bratov Grimm v Kasslu in Hiša bratov Grimm v Steianuu. Največji del njune znanstvene zapuščine pa se nahaja v Državni knjižnici Berlin in v Hessenskem državnem arhivu v Marburgu, več tisoč zvezkov njune osebne knjižnice je od leta 1865 v lasti univerzitetne knjižnice Humboldt v Berlinu, ki naj bi do jeseni 2009 dobila novo stavbo z imenom Jacob in Wilhelm Grimm center.
- Leta 2005 je rokopis »Grimmovih pravljic« (Die Kinder- und Hausmärchen) bratov Grimm Unesco dodala na seznam Spomin sveta.
- Med leti 1816 in 1829 si je Jacob Grimm z Jernejem Kopitarjem dopisoval o etimologiji, slovenskih ljudskih pesmih in pravljicah, basnih in mitologiji.

## Dela
Skupna dela
- Grimmove pravljice (Kinder- und Hausmärchen. 1. naklada: 2 zvezka 1812, 1815; slo. 1973)
- Nemške pripovedke (Deutsche Sagen. 2 zvezka 1816, 1818)
- Irske vilinske pravljice (Irische Elfenmärchen. Leipzig, 1826)
- Nemška mitologija (Deutsche Mythologie, 1. naklada 1835)
- Nemški slovar (Deutsches Wörterbuch, 1. zvezek 1854, 33. zvezek 1960)

Jacob Grimm:
- Nemška slovnica (Deutsche Grammatik, 1. naklada: 4 zvezki 1819-1837)

## Grimmove pravljice in Slovenci
Prvi prevod Grimmovih Otroških in hišnih pravljic v slovenščino je pravljica Rdeča kapica, ki jo je prevedla Luiza Pesjakova, izšla pa je leta 1875 v Vrtcu. Leta 1932 je izšla prva zbirka, prevedena na podlagi »male izdaje« Grimmovih pravljic iz leta 1856, ki jo je v celoti prevedel Alojzij Bolhar. V njej so izšle vse reprezentativne Grimmove pravljice. Pomembno vlogo pri recepciji Grimmovih pravljic na Slovenskem v tem času sta imeli knjižna zbirka Mladinske knjige Čebelica in revija Ciciban. Leta 1954 je pod naslovom Žabji kralj in druge pravljice  izšel drugi, za slovenski prostor najpomembnejši prevod Grimmovih pravljic. Izbral in prevedel jih je Fran Albreht. Te pravljice so objavljali vse do novega prevoda Polonce Kovač v dveh delih z izvirnimi ilustracijami, 1993. Številni mladinski avtorji so se navezovali na Grimmove pravljice: Lila Prap, 1001 Pravljica (2005), Andrej Rozman Roza, Kako je Oskar postal detektiv (2007), Svetlana Makarovič in Kaja Kosmač, Rdeče jabolko (2008), besedilo je v osnovi različica Rdeče kapice in arhetipskega srečanja z volkom.